# Орден Альфа и Омега
Орден Альфа и Омега (англ. Rosicrucian Order of Alpha et Omega) A∴O∴ — это оккультный орден, первоначально называвшийся Герметическим Орденом Золотой Зари, который учрежден был в Лондоне Самуэлем Лидделлом Макгрегором Мазерсом в 1888 году. Орден Альфа и Омега был одной из четырёх дочерних организаций, на которые поделился Герметический Орден Золотой Зари, другие — Орден утренней звезды ; Храм Исиды-Урании во главе с А. Э. Уэйтом и другими; и «A∴A∴» Алистера Кроули. После восстания адептов в Лондоне и последующего публичного скандала, который привел к дурной славе название «Золотой Зари». Мазерс переименовал ветвь Золотой Зари, оставаясь в его руководстве в Орден Альфа и Омега в период между 1903 и 1913 годами. «Название обычно сокращалось как A∴O∴», и по некоторым источникам его полное имя было «Розенкрейцерский орден Альфа и Омега». Вероятно, все храмы ордена исчезли во время Второй мировой войны.

## История происхождения
В 1900 году гегемония Герметического ордена Золотой Зари была встревожена письмом от Сэмюэля Мазерса, жившего в Париже, его представителю в Лондоне Флоренс Фарр. В письме он утверждал, что его соучредителем был Уинн Уэсткотт, который подделывал связи между ним и Тайными вождями, которые дали право на существование Ордена. Это откровение достигает своей кульминации в восстании адептов храма Исиды-Урании № 3, посредством которого сам Мазерс был исключен из должности главы.
Затем последовал в 1901 году скандал с участием Свами Лоры Горос, и обвинения в мошенничестве. Имя и репутация «Золотой Зари» были разгромлены в судах и в прессе. В 1906 году, таким образом, С. Л. Макгрегор Мазерс закрыл орден Золотой Зари и основал Альфу и Омегу в Париже. Однако имя А∴О∴ также впервые появился в степени 0° = 0° Зал Неофитского ритуала, принадлежащего Генри Кельфу, и датирован 1905 годом. Похоже, он был использован вскоре после раскола.
Два храма в Великобритании оставались верными Мазерсу и присоединились к Альфе и Омеге, один в Лондоне и другой в Эдинбурге. Два или три бывших храма Золотой Зари в Соединённых Штатах, включая Тота-Гермеса в Чикаго, оставались верными Мазерсу во время раскола и стали частью Альфы и Омеги.

## Развитие
Эльза Баркер, поэт и автор, часто путешествовавший между Европой и США, стал эмиссаром Мазерса в американских храмах А∴О∴ Например, в журнале в храме Ахафору упоминается, что 3 июля 1911 года, незадолго до возвращения Эльзы Баркер в США, Мазерс получил заявки от 9 членов, чтобы сформировать новый храм, Храм Нейт № 10.
К 1913 году Мазерс руководил по меньшей мере пятью Храмами Альфы и Омеги; первоначальный Храм Исиды-Урании № 3 (с 23 членами Внутреннего Ордена к 1913 году) под председательством доктора Эдмунда Уильяма Берриджа, Храм Ахатура № 7 в Париже, возглавляемый самим Мазерсом, Храм Амен-Ра № 6 в Эдинбург, под председательством Джона Уильяма Броди-Иннеса, Храма Времени № 8 в Чикаго, Храма Тота Гермеса № 9 в Нью-Йорке, под председательством Майкла Уитти и Храм Нейт № 10 в Нью-Йорке.
Три других американских храма Альфы и Омеги были основаны после Первой мировой войны: Птах № 10 в Филадельфии в 1919 году, Атум № 20 в Лос-Анджелесе в 1920 году и Фемида № 30 в Сан-Франциско в 1921 году.
Когда Мазерс умер в 1918 году, его сменила его вдова (Мойна Мазерс) и Дж. У. Броди-Иннес. После смерти Мойны в госпитале Св. Марии Аббата 25 июля 1928 года Изабель Морган Бойд, её дочь Исме и Эдвард Джон Лангфорд-Гарстон захватили лондонский храм.

## Упадок
По словам двоюродного брата Лэнгфорда-Гарстона Итхелла Колкхуна, A∴O∴ «выжило до начала Второй мировой войны в 1939 году», когда оно было «официально закрыто», а его храмовая утварь разрушена «по подобию Тайных вождей». Колкхоун позже утверждает, что храмовая утварь была «поглощена костром» в парке Сакомб, Хартфордшир.

## Обряды
В то время как ритуалы первоначального Герметического Ордена Золотой Зари и его ветви Ордена утренней звезды были опубликованы в начале 1900-х годов (1909—1910 и 1937 соответственно), ритуалы A∴O∴ оставались секретными пока они не были опубликованы в 2011 году.

## Проблемы и наследие
Двумя известными членами Альфы и Омеги были Дион Форчун (псевдоним Вайолет Ферт) и Пол Фостер Кейс. Дион Форчун вступила в Альфу и Омегу в 1919 году и в итоге достигла степени 2° = 9° . С одобрения Моины Мазерс, Форчун создала внешний орден для A∴O∴ с целью привлечения предполагаемых посвященных, первоначально названной христианской мистической ложей Теософического общества, в качестве «облика», а затем, позже известного по его формальному титулу — Братство Внутреннего Света. В 1922 году Дион Форчун опубликовала «Эзотерическую философию любви и брака». Мойна Мазерс считала это несанкционированным разоблачением секретных учений Альфы и Омеги, а также, по словам автора Фрэнсиса Кинга, её беспокоило развитие навыков Дионы Форчун в астральных путешествиях и получение «трансовых сообщений от мастеров западной традиции». Этот конфликт в конечном итоге привел к вытеснению Дион Форчун из Альфы и Омеги. Позднее Форчун присоединилась к Ордену утренней звезды и достигла степени 5° = 6°. Её уход из A∴O∴ и перевод на S.M. произошел, когда она одновременно руководила своей оккультной школой, которая стала более известной как Общество внутреннего света.
В 1918 году Пол Фостер Кейс был инициирован в Храм Тота-Гермеса Альфы и Омеги под руководством Майкла Уитти. 16 мая 1920 года свое дело продолжил во Втором Ордене Альфы и Омеги и был сделан Малым Адептом 6 июня 1920 года. После смерти Майкла Уитти, Пол Фостер Кейс стал Прементором Храма Тота Гермеса. Вскоре после этого Мойна Мазерс написала Кейсу, критикуя его за обсуждение учения о эзотерической сексуальности в присутствии членов внешнего ордена, которые спровоцировали отставку Кейса как Прементора. Когда Кейс начал сомневаться в некоторых фундаментальных учениях ордена, в том числе о системе Енохианской магии, Кейс столкнулся с растущим трением с вождями храма Тота-Гермеса. В декабре 1921 года Кейс написал Моине Мазерс, прося разрешения на выход из храма Тота-Гермеса, но в январе 1922 года был исключен Мазерсом. Кейс продолжил создание своей собственной эзотерической школы, известной как Строители Святилища, первоначально известная как Школа Безвременной Мудрости. Новая школа Кейса отошла от некоторых из учений Золотого Зари и A∴O∴, приняла, например, модифицированную версию конструкции Артура Эдуарда Уэйта колоды Таро и отказалась от использования табличек Ди и Келли и учения о магии Еноха в пользу табличек с использованием каббалистических формул.
Лангфорд-Гарстин особенно раскритиковал публикацию «Золотого Зари» Израиля Регарди в 1934 году, набор из четырёх больших томов, подробно описывающих, по словам Кинга, «большинство рукописей Золотой Зари». Первый том набора содержал лекции знаний Внешнего ордена. Кинг утверждает, что эта публикация имела разрушительное влияние на Альфа и Омега, а также на Орден утренний звезды.
В 1966 году на пляже был найден ящик с некоторыми магическими инструментами Ордена A∴O∴; в «Дейли телеграф» была опубликована фотография с обозначениями, что они принадлежали ведьме.